# Slap-Technik
Die Slap-Technik entwickelte sich im Bereich des Jazz seit den 1910er Jahren. Da durch die Einführung elektrisch verstärkter Gitarren in den 1940er Jahren der Bass selbst in kleinen Besetzungen kaum noch zu hören war, versuchten die Bassisten die Lautstärke ihres Instrumentes zu erhöhen:
- durch das Schlagen auf die Saiten im unteren Teil des Griffbrettes („slap“) oder
- durch das Anreißen der Saiten, die dann auf das Griffbrett zurückschlagen („pop“ oder auch „pluck“).

Beide Spielweisen erzeugen einen perkussiven Ton, der den Rhythmus der Musik zusätzlich hervorhebt.

## Slap-Technik beim Kontrabass
Die einfachste Art auf dem Kontrabass zu slappen besteht darin, die Saiten mit den Fingern der Spielhand vom Griffbrett wegzuziehen (anreißen) und dann auf dieses zurückschlagen zu lassen. Pops Foster machte die Technik bekannt. Bereits 1924 entstanden Aufnahmen mit Steve Brown. Diese Variante eignet sich besonders für langsamere Walking-Bass-Linien.
Ein höheres Spieltempo wird dadurch erreicht, dass man vor dem Anreißen mit der flachen Hand auf die Saiten schlägt. Es entsteht so ein weiterer perkussiver Klang. Auf diese Weise können Basslinien, binär oder ternär, in hohem Tempo gespielt werden. Musikstile, in denen häufig der geslappte Kontrabass zum Einsatz kommt, sind Rock ’n’ Roll, Rockabilly und Psychobilly.

## Slap-Technik beim E-Bass
Anders als beim Kontrabass wird der Slap beim E-Bass nicht mit der flachen Hand über alle Saiten ausgeführt, sondern der Daumen oder seltener der Zeigefinger der Spielhand schlägt gezielt auf eine Saite am Ende des Griffbretts. Wichtig hierbei ist es, den schlagenden Finger möglichst schnell wieder von der Seite zurückzuziehen, um die entstehende Schwingung der Saite nicht wieder zu dämpfen. Der entstehende Ton ist bedingt durch die Bauweise des E-Basses eher tonal als perkussiv, wirkt aber dennoch kraftvoller als ein klassisch gezupfter Ton. Die Gegenbewegung zum Slap ist das Reißen der Saite mit dem Zeigefinger (Pop). Beide Techniken werden oft gemischt bzw. im Wechsel eingesetzt.

### Entwicklung der Slap-Technik
Die Slap-Technik setzte sich auf dem E-Bass in den 1970er Jahren vornehmlich in der Funk-Musik durch, nachdem Larry Graham, der Bassist der Gruppe Sly & The Family Stone, sie erstmals eingesetzt hatte. Auch den Jazz, insbesondere in Form der als Fusion bezeichneten Stilrichtung, beeinflussten Bassisten wie Stanley Clarke, u. a. durch virtuosen Einsatz dieser Spielweise. In den 1980er Jahren war die Slaptechnik sowohl im Fusion-Jazz als auch in der durch New Wave geprägten Popmusik sehr stark verbreitet. Ein bedeutender Vertreter der Slaptechnik dieser Epoche ist Mark King. 1980 gründete er mit den Gould-Brüdern sowie Mike Lindup die Band Level 42. Bekannt durch sein dynamisches Spiel lieferte er erfolgreiche Aufnahmen wie „Love Games“ und „Guaranteed“ ab.
In den 1990er Jahren ist diese Technik ein wenig aus der Mode gekommen, obwohl sich einige bekannte Bands, deren Stil sehr durch diese Spieltechnik geprägt ist (Red Hot Chili Peppers, H-Blockx, Primus, als stark perkussiv genutztes Element auch bei Korn), in dieser Zeit großer Beliebtheit erfreuten.
Eine Weiterentwicklung dieser Spieltechnik stellt das Anschlagen mit Daumen oder der gesamten Handfläche auf die Saiten (wobei nur die erklingende Saite nicht mit der Greifhand abgedämpft wird) dar. Der Sound ist natürlich vergleichsweise brutal und unkontrolliert, aber in entsprechend musikalischem Kontext (z. B. Nu Metal) nicht reizlos.
Eine weitere virtuose Entwicklung ist das Double-Thumbing.